# Esoteric Warfare
Esoteric Warfare – piąty album studyjny norweskiego zespołu muzycznego Mayhem. Wydawnictwo ukazało się 6 czerwca 2014 roku nakładem wytwórni muzycznej Season of Mist. Premierę płyty poprzedził singel pt. „Psywar”, który został wydany 25 kwietnia, także 2014 roku. Był to pierwszy album formacji zarejestrowany z udziałem gitarzystów Mortena Bergetona "Telocha" Iversena i Charlesa "Ghula" Hedgera. Okładkę albumu wykonał polski artysta Zbigniew Bielak, który współpracował poprzednio m.in. z zespołami Watain i Vader.

## Lista utworów
Opracowano na podstawie materiału źródłowego.
| Nr  | Tytuł utworu     | Słowa         | Muzyka | Długość |
| --- | ---------------- | ------------- | ------ | ------- |
| 1.  | „Watchers”       | Attila Csihar | Teloch | 06:19   |
| 2.  | „Psywar”         | Attila Csihar | Teloch | 03:25   |
| 3.  | „Trinity”        | Attila Csihar | Teloch | 03:57   |
| 4.  | „Pandaemon”      | Attila Csihar | Teloch | 02:53   |
| 5.  | „MILAB”          | Attila Csihar | Teloch | 06:03   |
| 6.  | „VI.Sec.”        | Attila Csihar | Teloch | 04:12   |
| 7.  | „Throne of Time” | Attila Csihar | Teloch | 04:06   |
| 8.  | „Corpse of Care” | Attila Csihar | Teloch | 04:06   |
| 9.  | „Posthuman”      | Attila Csihar | Teloch | 06:55   |
| 10. | „Aion Suntelia”  | Attila Csihar | Teloch | 05:25   |
|     |                  |               |        | 47:21   |

## Twórcy
- Attila Csihar – śpiew, produkcja muzyczna
- Jørn "Necrobutcher" Stubberud – gitara basowa
- Jan Axel "Hellhammer" Blomberg – perkusja
- Morten Bergeton "Teloch" Iversen – gitara, produkcja muzyczna, realizacja nagrań
- Charles "Ghul" Hedger – gitara
- Maor Appelbaum – mastering
- Ester Segarra – zdjęcia
- Mollarn – miksowanie, realizacja nagrań
- Zbigniew Bielak – okładka, oprawa graficzna